# Club Deportivo Soinca Bata
El Club Deportivo Soinca Bata fue un club de fútbol de Chile, con sede en la ciudad de Melipilla, Región Metropolitana de Santiago. Fue fundado el 1 de julio de 1963 bajo el alero de la Sociedad Industrial de Calzado (SOINCA), que fabricaba los calzados Bata.
Dejó de participar en competiciones oficiales en 1992, año en cual cedió sus derechos federativos a Deportes Melipilla. Una filial representante de la empresa continuó existiendo hasta 2005 en ligas privadas amateur, desapareciendo definitivamente tras el cierre de la división Soinca por parte de Bata.

## Historia
Fue fundado el 1 de julio de 1963 como representante de la Sociedad Industrial de Calzado (SOINCA), que fabricaba los calzados Bata. Integró la Asociación Melipilla, y en 1971 debutó en el Campeonato Regional Central, donde conquistó el título de 1974. Esto hizo que la Asociación Central de Fútbol invitara a participar al club en el torneo de Segunda División 1975, el cual finalizaría en último lugar, lo que significó su retorno al Regional Central.
Años más tarde, Soinca Bata se reintegró al amateurismo nacional, la Cuarta División, en donde se tituló campeón en 1984, ascendiendo de categoría. Luego se consagró campeón de la Tercera División 1988.
El equipo, con el tiempo logró imponerse como unos de los equipos más estables de la Segunda División. Todo esto, comenzó a ser insostenible para la empresa, ya que era difícil mantener los costos de un equipo que comenzaba a ser uno de los protagonistas del torneo de Segunda, y que incluso tuvo opciones de subir a Primera, al disputar la Liguilla de Promoción 1991. Esto obligó finalmente a fines del año 1991, que la gerencia de la Empresa Bata, decidiera renunciar al fútbol profesional, y ceder los derechos federativos a otra institución, en donde apareció el interés de San Antonio Unido. A pesar de aquello, un grupo de melipillanos presentó la opción de fundar Deportes Melipilla, quien finalmente comenzó a existir oficialmente de 1992.
Soinca Bata como institución siguió existiendo como tal representando a la empresa en el fútbol, paralelamente a Deportes Melipilla, en torneos interempresas hasta mediados de 2005, cuando la gerencia de Bata decide cerrar la industria Soinca, finiquitando la mayoría de los funcionarios y trasladando a los menos a la planta de Bata en Peñaflor. Aduciendo la necesidad de ser más eficientes y mejorar la competitividad frente al calzado importado, la empresa Bata decidió cerrar temporalmente la división Soinca de Melipilla, lo cual, trae como consecuencia inmediata la desaparición definitiva del club deportivo.

## Uniforme
- Uniforme titular: Camiseta blanca, pantalón blanco, medias blancas.
- Uniforme alternativo: Camiseta azul, pantalón azul, medias azules.

## Estadio
El club hacía de local en el Estadio Soinca Bata, el segundo recinto deportivo más importante de la ciudad, tras el Estadio Municipal Roberto Bravo Santibáñez, estadio de Deportes Melipilla.

## Entrenadores
- José Santos Arias (1987)
- Juan Carlos Esquivel (1988)
- Claudio Mendoza (1989)
- Jorge Venegas (1989-1990)
- Guillermo Páez (1991)

## Datos del club
- Temporadas en 2ª: 6 (1975, 1986-1987, 1989-1991)
- Temporadas en 3ª: 2 (1985, 1988)
- Temporadas en 4ª: 2 (1983-1984)

## Palmarés

### Torneos locales
- Campeonato Regional de la Zona Central (3): 1974, 1981, 1982.[1]

### Torneos nacionales
- Tercera División de Chile (1): 1988
- Cuarta División de Chile (1): 1984
- Subcampeón de la Tercera División de Chile (1): 1985